# Jamaica nos Jogos Olímpicos de Verão de 1996
Jamaica participou dos Jogos Olímpicos de Verão de 1996 em Atlanta, Estados Unidos.

## Desempenho

### Atletismo
Masculino
| Prova         | Atleta | Preliminares | Preliminares | Quartas | Quartas   | Semifinal | Semifinal | Final | Final   |
| Prova         | Atleta | Marca        | Posição      | Marca   | Posição   | Marca     | Posição   | Marca | Posição |
| ------------- | ------ | ------------ | ------------ | ------- | --------- | --------- | --------- | ----- | ------- |
| Michael Green | 100 m  | 10s16        | 1º/bat. 4    | 10s11   | 2º/bat. 4 | 10s11     | 4º/bat. 1 | 10s16 | 7º      |